# Margarete Sommer

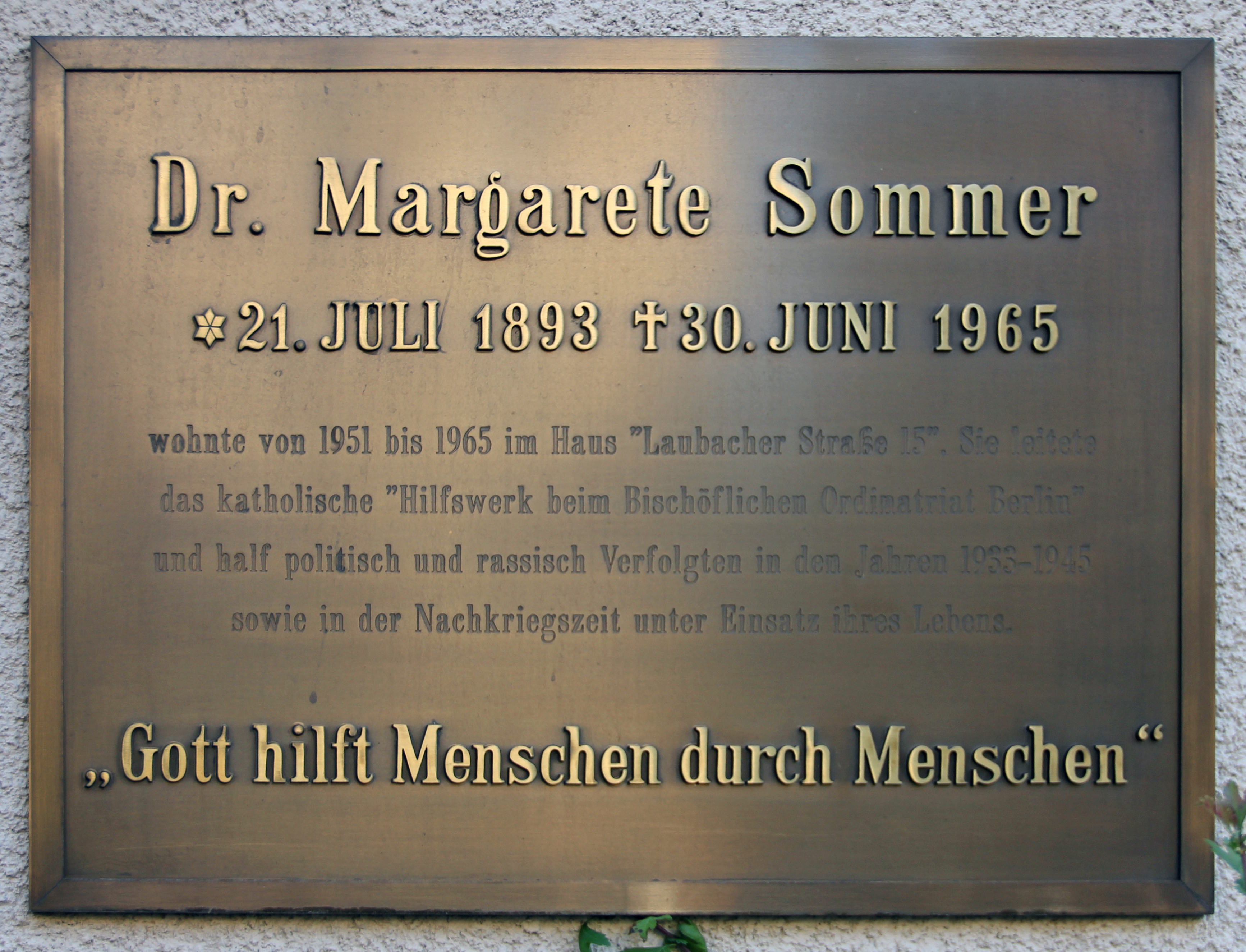
Placa en memoria de Margarete Sommer

Margarete (Grete) Sommer (21 de julio de 1893 – 30 de junio de 1965) fue una trabajadora social católica y laica dominica. Durante el Holocausto ayudó a ciudadanos judíos perseguidos, evitando que muchos de ellos fueran deportados a campos de la muerte.

## Biografía
Margarete Sommer nació en el barrio berlinés de Schöneweide en 1893, hija de un administrador ferroviario. A los 19 años aprobó el examen como maestra de escuela primaria y estudió economía con enfoque en Política Social en la Universidad de Berlín. También estudió Filosofía, Historia y Leyes en Heidelberg y en Berlín. Al estallar la Primera Guerra Mundial, trabajaba como enfermera auxiliar en el hospital Maria-Viktoria de las hermanas Dominicas. Se unió a la Tercera orden de Santo Domingo y se involucró en una asociación de estudiantes católicos. En 1924 se convirtió en una de las pocas mujeres de su generación en obtener un grado doctoral.
Sommer trabajó entonces como instructora en varios colegios de beneficencia. Desde 1927 enseñó en el Instituto de Beneficencia Social de la Casa Pestalozzi-Fröbel en Berlín, una institución que seguía las ideas de la reformadora liberal social Alice Salomon. Entabló una Amistad con el padre dominico Francis Stratmann, quien fue arrestado en 1933 por predicar contra el nazismo y el antisemitismo. En 1934, Sommer fue obligada a renunciar por negarse a enseñar en sus clases la política nazi de esterilización forzosa de los discapacitados. Desempleada, tuvo que abandonar su departamento en Berlín y se mudó con su madre y su hermana en Kleinmachnow, a las afueras de la ciudad. 
Después de su despido del Instituto Pestalozzi, Margarete encontró trabajo en varias agencias católicas que ayudaban a los cristianos “no arios” a emigrar del Tercer Reich. En 1935, Sommer comenzó a trabajar en la Autoridad Diocesana en Berlín, aconsejando a víctimas de persecución racial junto con la agencia católica de asistencia Caritas. En 1939 se convirtió en instructora diocesana para el ministerio de mujeres.

## Hilfswerk
A partir de 1939 comenzó a involucrarse cada vez más con la Oficina de Beneficencia de la Autoridad Diocesana de Berlín ("Hilfswerk"), y en 1941 se convirtió en la directora con el preboste de la Catedral Bernhard Lichtenberg. Lichtenbrg era un notorio miembro de la Resistencia antinazi y estaba bajo la estrecha vigilancia de la Gestapo debido a su valiente apoyo a los prisioneros y a los judíos; fue arrestado en 1941 y murió durante su traslado a Dachau en 1943.  Luego de esto, Sommer se hizo cargo de las operaciones de la agencia, reportando directamente al obispo Konrad von Preysing, quien era una de las principales voces católicas contra el nacionalsocialismo en Alemania.

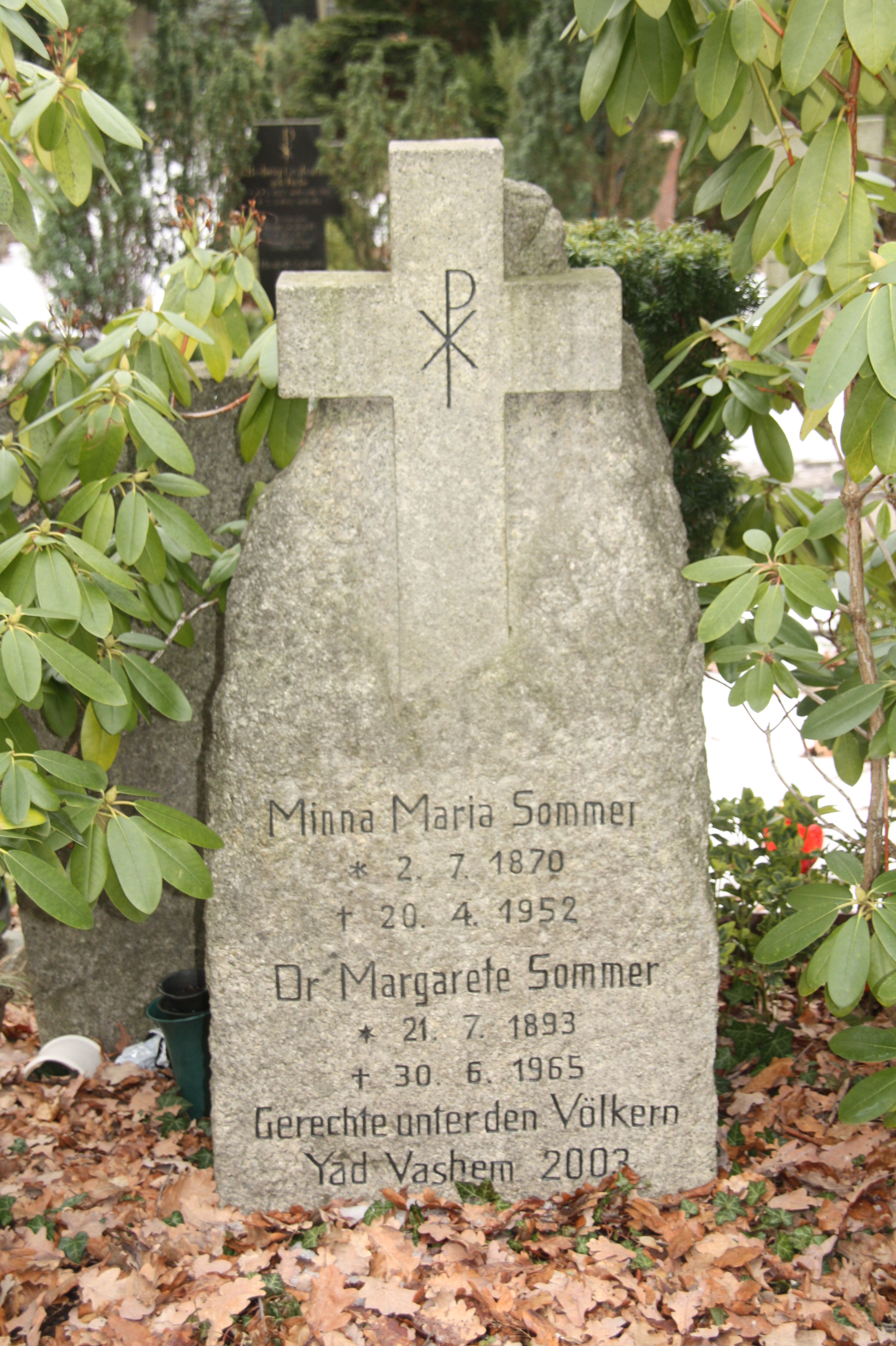
Tumba en Berlin-Tempelhof

Teóricamente, el “Fondo” servía para apoyar a los cristianos no-arios; sin embargo, la ayuda le era proporcionada a cualquier ciudadano judío que contactara a la diócesis. Inicialmente enfocado en apoyar con alojamiento y empleo para aquellos privados de sus derechos o para apoyo para emigrar. Unas 120 familias judías fueron apoyadas con decenas de miles de Reichsmarks de su oficina. El fondo debía hacerse cargo de las necesidades diarias, como tarjetas de racionamiento, renta, médicos y tratamientos dentales o cubrir los costos de prótesis. Cuando posteriormente los judíos ya no podían trabajar ni emigrar, la agencia les conseguía alimentación, vestido, medicinas y dinero. Después de 1941, la principal tarea fue salvar vidas judías. Monseñor Horst Roth describió a Margarete Sommer como una “mujer sabia y decidida”, quien encontró escondites para dos hombres en la cripta de la iglesia del Sagrado Corazón.
Mientras trabajaba en la Hilfswerk, Sommer coordinaba la ayuda católica para las víctimas de persecución racial, dándoles consuelo espiritual, comida, vestido y dinero. Entabló correspondencia con clérigos y ministros en Inglaterra y en los Estados Unidos, Centroamérica y China, para buscar oportunidades de asilo para sus clientes. Sommer utilizó su experiencia y conexiones con varias oficinas gubernamentales para monitorear el avance de la solución final. Logró obtener listas de deportaciones y ayudó a muchos al encontrarles escondites u oportunidades de escape. Desde su hogar en Kleinmachnow organizó provisiones de auxilio para los familiares de aquellos internados en Sachsenhausen.

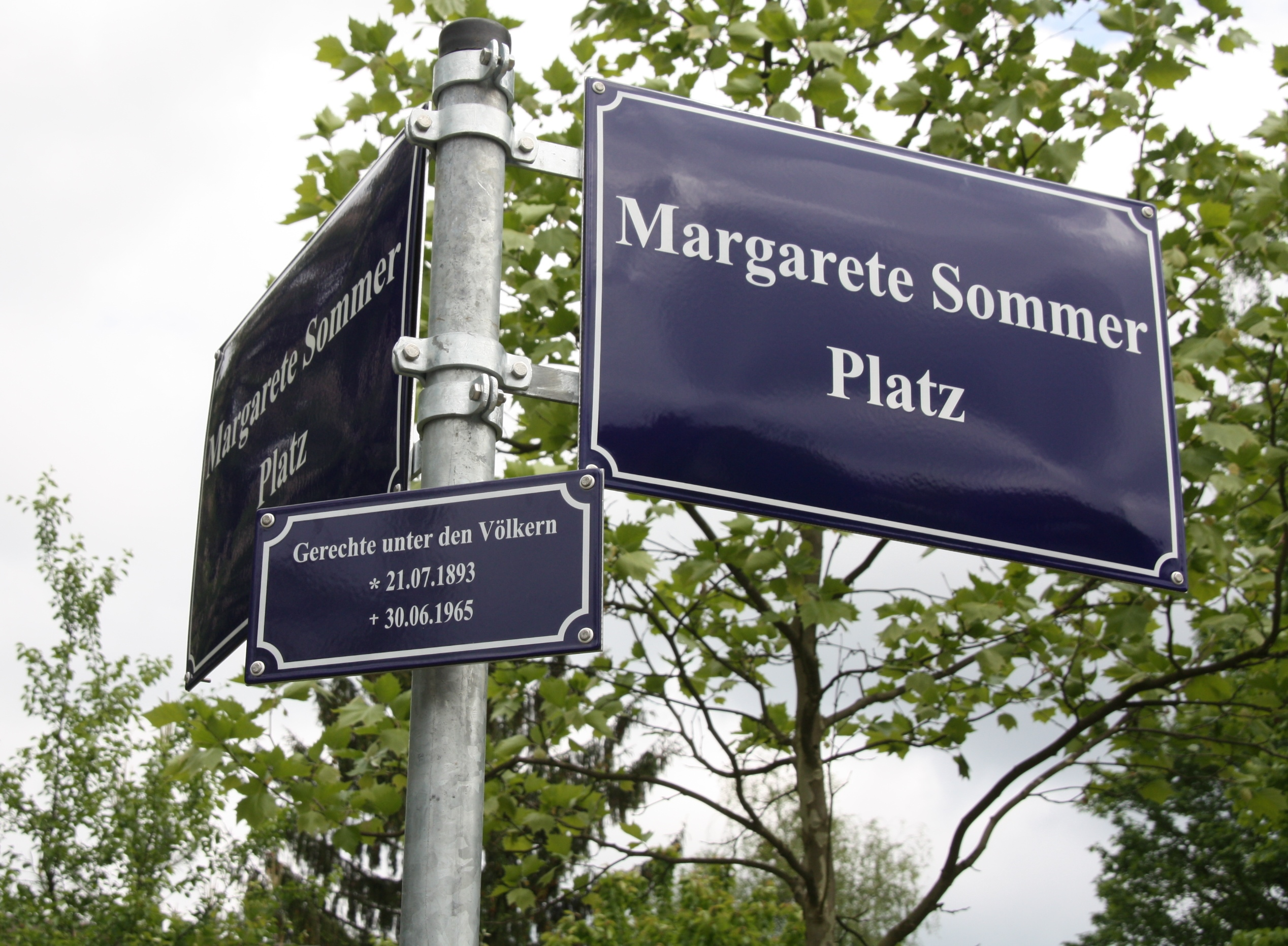
Margarete-Sommer-Platz en Kleinmachnow

## Posguerra
Después de la guerra, la residencia de Margarete en Kleinmachnow quedó en la zona de ocupación soviética, en el límite de lo que entonces era Berlín Occidental. Sommer empezó a ayudar a los vecinos que podrían ser deportados a Siberia. Ayudó a muchos a escapar a la parte occidental, hasta que fue literalmente forzada a abandonar la recién fundada República Democrática Alemana al amparo de la oscuridad en 1950. Sommer continuó trabajando en la Autoridad Diocesana Episcopal en Berlín, ayudando a los sobrevivientes de la persecución nazi.
En 1946 el Papa le otorgó la Orden del Mérito Pro Ecclesia et Pontifice. En 1949 se convirtió en miembro de la Comunidad para la Cooperación Cristiano-Judía y en 1952 fue asignada a trabajar en el Ministerio de Refugiados.  En 1953, le fue otorgada la Cruz Federal de Mérito de Primera Clase.
Margarete Sommer murió el 30 de junio de 1965 en Berlín Occidental. 

## Legado
Muchas de las actividades de Margarete Sommer habrían sido consideradas de alta traición en la Alemania de Hitler. A pesar del gran riesgo personal, Sommer ayudó a muchos individuos a emigrar del Tercer Reich o a encontrar un refugio seguro. Para que no cayera en manos de la Gestapo, no se mantenían archivos detallados de aquellos que eran rescatados. 
En el año 2003 Margarete Sommer fue reconocida póstumamente con el título honorario de Justo entre las Naciones por el Yad Vashem.
Margarete-Sommer-Straße en Berlín lleva su nombre, así como la Margarete-Sommer-Platz in Kleinmachnow.